# Castilleja longiflora
Castilleja longiflora là loài thực vật có hoa thuộc họ Cỏ chổi. Loài này được Kunze mô tả khoa học đầu tiên năm 1842.